# Monohelea periucunda
Monohelea periucunda är en tvåvingeart som beskrevs av Meillon och Wirth 1981. Monohelea periucunda ingår i släktet Monohelea och familjen svidknott. Inga underarter finns listade i Catalogue of Life.